# Barber-Pole-Illusion

Die Drehung der Achse wird als eine Bewegung der Streifen vertikal oder um 45° nach oben wahrgenommen

Die Barber-Pole-Illusion ist eine optische Täuschung der wahrgenommenen Bewegung.
Die Barber-Pole-Illusion ist eine der bekanntesten Bewegungstäuschungen. Ihren Namen hat sie von den mit blauen und roten diagonalen Streifen bemalten Stangen, die vor vielen Friseursalons in den USA zu finden sind. Ausgelöst wird sie durch die Drehung eines vertikalen, mit schraubenförmigen Streifen versehenen Zylinders. Dies wird vom Beobachter nicht als rein horizontale Bewegung wahrgenommen, sondern er interpretiert es, je nach Richtung der Rotation, als wanderten die Streifen nach oben oder unten.
Das Aperturproblem besagt, dass bei homogenen Linien, die sich innerhalb eines ansonsten leeren Feldes bewegen, deren Bewegung stets als senkrecht zu ihrer Linienorientierung verlaufend wahrgenommen wird. Bei der Barber-Pole-Illusion sind die Linien allerdings in horizontaler Richtung nicht eben fortgesetzt, womit es keine gerade Linienorientierung gibt, sondern sie sind nach hinten um die Rolle gebogen. Die Erscheinung einer Bewegung der Streifen um 45° nach oben kommt daher eher nur bei Betrachtung eines Ausschnitts vor, stattdessen kann eine vertikale Bewegung der Streifen entlang der Achse wahrgenommen werden.